# Kweisi Mfume
Kweisi Mfume (ur. 24 października 1948 w Baltimore jako Frizzell Gray) – amerykański polityk, członek Partii Demokratycznej. W latach 1987–1996 i od 2020 roku był przedstawicielem siódmego okręgu wyborczego w Maryland w Izbie Reprezentantów Stanów Zjednoczonych.